# 郭鑰
郭鑰（1511年—？），字啓之，號南洲，浙江金華府蘭谿縣人，民籍，明朝政治人物。

## 生平
嘉靖十九年（1540年）庚子科浙江鄉試第二十一名舉人。嘉靖二十六年（1547年）中式丁未科會試第一百十六名，登第三甲第五十二名進士。都察院觀政，授行人，选授刑科給事中，出为镇江府知府。

## 家族
曾祖郭進；祖父郭祚；父郭璉。前母黃氏；母鄭氏。永感下。兄郭鍾。弟郭锋、郭慶。子汝濂、汝滋、汝澄、汝汪。